# 线粒体三功能蛋白

线粒体脂肪酸β-氧化的图解

线粒体三功能蛋白（英語：Mitochondrial trifunctional protein，缩写MTP）是一种线粒体内膜上的蛋白质，催化脂肪酸β-氧化四个步骤循环中的2、3、4三步。MTP 是一个异八聚体，由四个α亚基（HADHA）和四个β亚基（HADHB）组成。
它的三个功能为：2-烯酰CoA的水合（第2步）、长链-3-羟基脂酰CoA的脱氢（第3步）以及β-酮脂酰CoA的硫解（第4步）